# Santuario della Madonnina del Boschetto
Il santuario della Madonnina del Boschetto è un santuario mariano di Onzato, frazione di Castel Mella, in provincia di Brescia, a otto chilometri dalla città.

## Storia

### Le origini celtiche e romane
Il santuario è sorto in un'area dove c'erano risorgive e boschetti di ontani, venerati dai Celti, qui stanziatisi nel IV secolo a.C.  Nel I secolo a. C., con l'arrivo dei Romani, le divinità celtiche furono assimilate a Giunone, quale protettrice delle partorienti e della vita nascente, cui venne innalzato un tempio. A Onzato, furono rinvenute are votive dedicate a Giove e a Minerva.

### La nascita del santuario cristiano
Tra il IV e il V secolo,  il cristianesimo si diffuse a Onzato, dove sorsero due importanti luoghi di culto: in campagna, il tempio romano si trasformò nella chiesa della Madonnina del boschetto; nel borgo, all'interno di una villa rustica romana,  nacque la chiesa paleocristiana intitolata agli apostoli Pietro e Paolo.

### Il priorato dei frati eremitani
Nel medioevo, accanto alla chiesa campestre della Madonnina del boschetto si sviluppò il priorato degli eremitani di sant’Agostino, alle dipendenze della casa madre, il convento cittadino di San Barnaba, che custodivano il santuario e provvedevano alla cura dei pellegrini. 

### Le liti per l'uso delle acque risorgive
Le monache benedettine del monastero dei Santi Cosma e Damiano, di Brescia, che avevano estesi possedimenti terrieri ad Onzato, furono spesso in lite per l'uso delle acque che sgorgavano copiose dalle risorgive e dai fontanili intorno alla Madonnina del boschetto..

### La visita apostolica di san Carlo
La visita apostolica di san Carlo del 3 agosto 1580 attesta che la Madonnina del boschetto si trovava fuori dalla "Terra di Onzato", era costruita a strati alterni di mattoni e ciottoli, aveva un unico altare e una sola campana, e vi si celebrava soltanto nei giorni dedicati alla Madonna.

### La nuova chiesa
Negli anni 1730-1738 la parrocchia di San Siro fece costruire una nuova chiesa con tre altari, una nuova sacrestia e un nuovo romitorio. Della chiesa antica, si conservò solo l'affresco cinquecentesco della  Natività di Gesù. L'architetto a cui venne affidata la ricostruzione fu probabilmente il comasco Antonio Corbellini, da Pellio Superiore, Valle d’Intelvi (morto nel 1748): si tratta del medesimo architetto a cui si deve la chiesa parrocchiale dei Santi Siro e Lucia. Lo stile presenta i tratti caratteristici del barocchetto lombardo.

### La custodia degli eremiti
Durante il Seicento e il Settecento, la Madonnina del boschetto è stata custodita e accudita con amore dagli eremiti, che vivevano nell'attiguo romitorio. Gli eremiti erano dei frati laici del terzo ordine agostiniano. 
Due gli eremiti segnalati nelle carte dell’archivio parrocchiale: l’eremita Giuseppe Bordogna da Nuvolento, che “il 12 settembre 1742 è morto, dopo essere vissuto ottant’anni servendo alla Beata Vergine di Onzato” e l’eremita David (il cui nome ne indica la probabile origine ebraica) che “nel 1758 consegna le chiavi del santuario al Capitano di Giustizia di Brescia, che l'ha messo sotto sequestro per una lite tra il parroco Giobatta Bacinetti e il Comune di Onzato”.

### Il grande afflusso dei pellegrini
La visita pastorale del 15 novembre 1886 registra che i pellegrini affluivano numerosi al santuario, dai paesi del circondario, soprattutto nei tempi di siccità, pestilenza e altre pubbliche calamità. Nel 1927, la pieve paleocristiana di Onzato, dedicata agli apostoli Pietro e Paolo, venne chiusa al culto e una pala d'altare cinquecentesca che vi era collocata fu trasferita sull'altare omonimo degli apostoli presso il santuario.

### Il santuario è risparmiato dall'alluvione
Il 4 novembre 1966,  la Mella sommerse Castel Mella sotto due metri di acqua e fango. Le funzioni religiose della comunità furono spostate dalla chiesa parrocchiale, inagibile, al santuario della Madonnina del boschetto, risparmiato dalla furia dell'alluvione.

## Opere d’arte

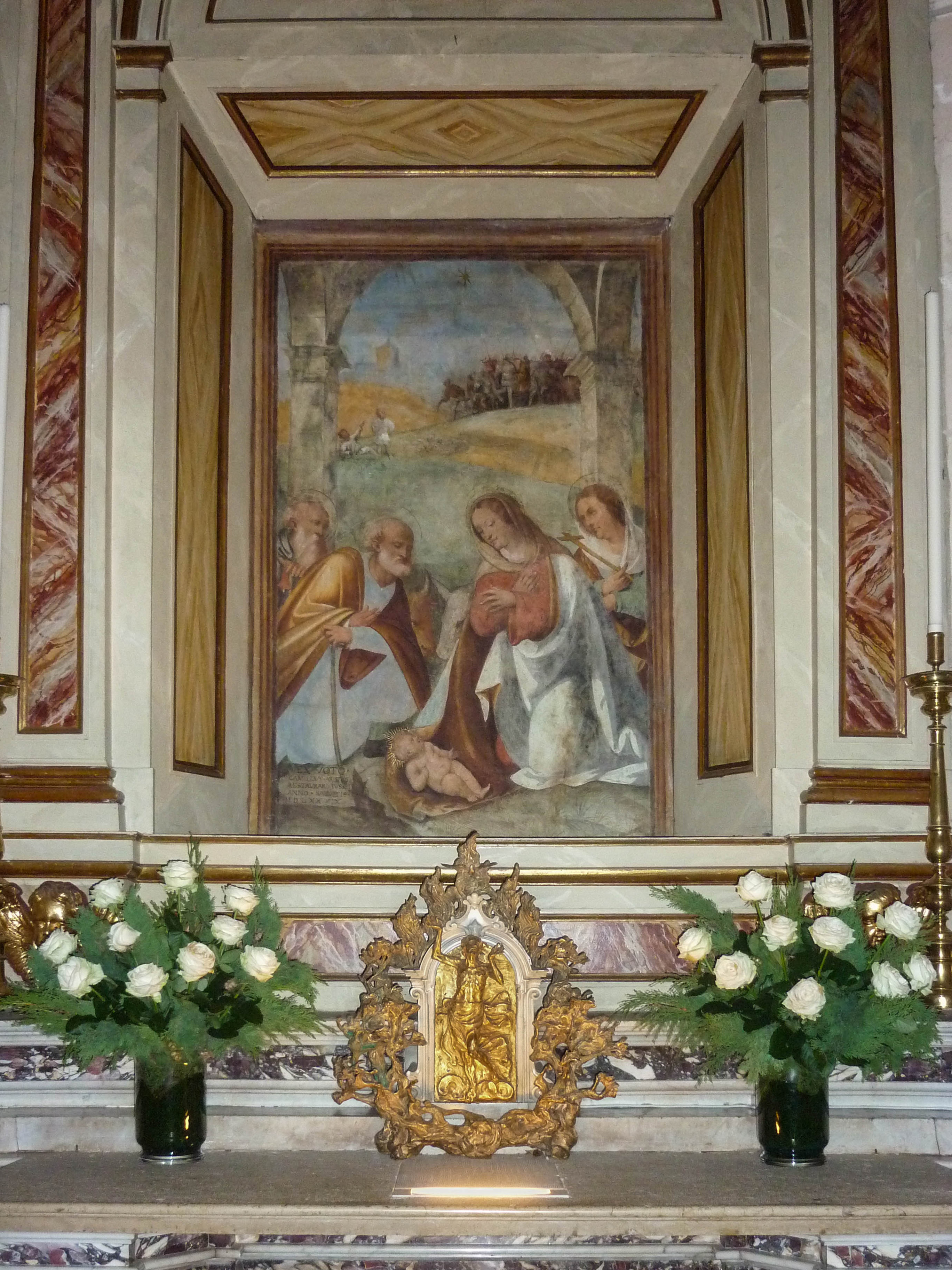
Altare della Natività di Gesù

L'interno del santuario è ricco di opere d'arte che abbelliscono la volta, il cornicione, gli archi, le pareti, gli altari.

### L'altare della Natività di Gesù
L'altare maggiore è dedicato alla Natività di Gesù e custodisce un incantevole affresco cinquecentesco con la Sacra Famiglia riparata sotto un’architettura classica con colonne e archi in stato di rovina. In primo piano, Maria e Giuseppe che adorano il Bambino, il bue e l’asinello e, dietro, i santi Antonio abate ed Elena, madre dell’imperatore Costantino. Alle spalle si snodano i diversi momenti della rappresentazione evangelica: l’annuncio ai pastori, l’arrivo dei re Magi guidati dalla stella, la rocca fortificata di Erode. L'opera fu eseguita da un pittore della Scuola bresciana del Cinquecento. I critici d'arte hanno fatto i nomi del Romanino (1484-1566) o del Moretto (1498-1554). Un cartiglio nell'angolo sinistro in basso del dipinto, ricorda un restauro del 1589..

### L'altare degli Apostoli Pietro e Paolo
L'altare degli apostoli Pietro e Paolo, oggi privato della mensa e dellapredella, ospita una pala cinquecentesca con una "sacra conversazione"  dei santi Pietro e Paolo con la Madonna e il Bambino, di pittore ignoto. È l'unica reliquia sopravvissuta alla distruzione della millenaria pieve degli apostoli Pietro e Paolo, che sorgeva nel centro di Onzato ed è stata chiusa al culto nell'anno 1927.

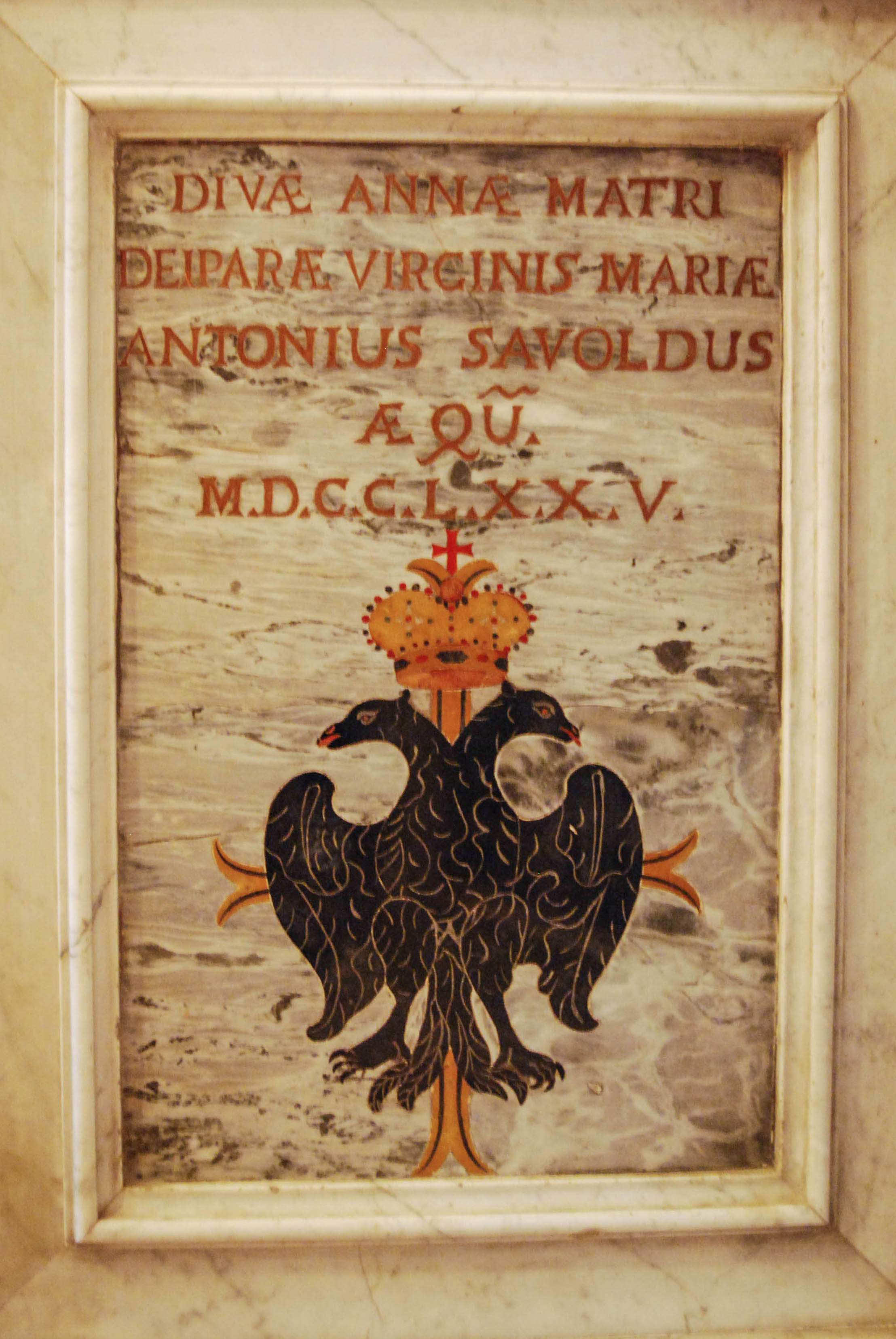
Altare di Sant’Anna, iscrizione con stemma di Antonio Savoldi

### L'altare di sant'Anna
L’altare di sant’Anna, costruito con marmi policromi, custodisce la pala settecentesca del pittore bresciano Antonio Moretti con Sant’Anna, san Gioacchino e Maria, adolescente. Sul lato destro della mensa, un'epigrafe con stemma ricorda il munifico mecenate sia del dipinto che dell'altare, Antonio Savoldi, Cavaliere del Sacro Romano Impero.

### I quadri della Passione di Gesù
Le pareti del santuario sono ornate da parecchi quadri a olio, settecenteschi, di autore ignoto, che raccontano i diversi momenti della Passione di Gesù.

### La controfacciata
Sulla controfacciata campeggia una grande tela settecentesca con una sacra conversazione di Maria e Gesù adolescente coi santi Faustino e Giovita, Antonio da Padova, Antonio abate, Carlo Borromeo e Francesco da Paola. Il dipinto, di autore ignoto, è inserito in una cornice dorata, sormontata da un cartiglio con la scritta "In splendoribus sanctorum"  ("Tra gli splendori dei santi"). Vi si trova anche una vetrata policroma con Maria assunta in Cielo.

### Gli affreschi della volta
Le cupolette della volta sono occupate da due affreschi novecenteschi, "L'incoronazione di Maria" e "L'assunzione di Maria in cielo", eseguiti nel 1936 dal pittore bergamasco Giuseppe Riva (1861-1948).

### La più antica preghiera mariana
L'interno del santuario è ricoperto da iscrizioni in lingua latina, invocanti la protezione di Maria. Ce ne sono sul cornicione, sugli archi e sulla volta.  Merita di essere ricordata la seguente: "Sub tuum praesidium confugimus / Nostras deprecationes ne despicias": "Sotto la tua protezione cerchiamo rifugio / Non disprezzare le nostre suppliche". Secondo Vittorio Messori, questa "è la più antica preghiera mariana conosciuta, anteriore al Concilio di Efeso del 431 d. C." .

### Il tabernacolo dell'altar maggiore
Il tabernacolo dell'altare maggiore ha una struttura marmorea settecentesca, rivestita dalla "Resurrezione di Gesù", un bronzo dorato realizzato nel 2010 dallo scultore bresciano Federico Severino.

### L'antico confessionale barocco
Il santuario conserva un confessionale barocco, collocato per secoli vicino al portone d'ingresso ed ora trasformato in uno scranno, addossato alla parete sinistra del presbiterio. Proveniva dal Monastero dei Santi Cosma e Damiano, di Brescia, per acquisto fatto dall'arciprete Giovanni Battista Bacinetti (parroco dal 1739 al 1780). Era, questo, l'unico ricordo dei secolari rapporti intercorsi tra le monache benedettine bresciane e la Terra di Onzato, dove esse possedevano ingenti beni: case, osterie, fornaci, fienili e terreni.

### La statua della Madonna col Bambino
C'è infine una statua lignea, policroma, della "Madonna col Bambino", intagliata dagli artigiani della Val Gardena, che viene portata in processione durante i festeggiamenti annuali per l’8 settembre, festa della Natività di Maria.

### Opere trafugate
Nell'ultimo secolo, il patrimonio del santuario si è impoverito per incendi, dispersioni e furti. Nella notte tra il 27 e il 28 settembre 2010 sono state rubate le 14 stazioni della Via Crucis, del pittore bresciano settecentesco Giovanni Battista della Torre e due quadri di forma ovale, sempre settecenteschi,  raffiguranti San Gerolamo e San Giacomo maggiore.

## Festa della Natività di Maria
Per l’8 settembre, festa della Natività di Maria, si svolge la sagra della Madonnina del boschetto, che si protrae per un’intera settimana. E attira la gente del posto e dei paesi vicini, che accorre in massa per assistere alle celebrazioni religiose nel santuario, passare un’allegra scampagnata tra le bancarelle di dolciumi e articoli di artigianato,  e gustare le leccornie dello “street food”, imbandito nel cortile del santuario. Molto suggestiva è la processione “aux flambeaux”  che attraversa il vecchio borgo di Onzato alle prime ombre della sera. La sagra si conclude col concerto della banda “Giuseppe Verdi” di Castel Mella.

## Curiosità

### Il fontanile della Madonna
La Madonnina del boschetto è sorta in un luogo di risorgive e boschi. “Le acque nascenti nei luoghi della Beata Vergine di Onzato” per secoli hanno irrigato i campi, d’estate, allagato le marcite, d’inverno, e fornito energia motrice ai mulini di Onzato e Castelnuovo. Accanto al santuario, fino a tutto il Novecento, “sgorgava una polla d’acqua, residuo delle antiche copiose sorgenti della località, detta fontanile della Madonna”. Di questo “monumento naturale”, nel Duemila,  sopravvive solo il ricordo. Trascurato, senza adeguata manutenzione, è stato ostruito dai detriti naturali finendo per essere riassorbito dalla falda freatica.  Con l’aiuto della Regione Lombardia, "il fontanile della Madonna" potrebbe rinascere come S.I.C. / Sito di Interesse Comunitario, definito dalla Direttiva Comunitaria n. 43 del 21 maggio 1992, nota anche come “Direttiva Habitat”.